# Кубок Украины по футболу 2023/2024
Кубок Украины по футболу 2023/2024 — 32-й розыгрыш кубка Украины, турнира с участием украинских футбольных клубов, который проводился Украинской ассоциацией футбола. Турнир начался 29 июля 2023 года и завершился 15 мая 2024 года.

## Участники
| Клубы Премьер-лиги | Клубы Первой лиги | Клубы Второй лиги | Любительские команды                                                                                        |
| --- | --- | --- | --- |
| - ФК «Александрия» - «Верес» (Ровно) - «Ворскла» (Полтава) - «Динамо» (Киев) - «Днепр-1» (Днепр) - «Заря» (Луганск) - «Колос» (Ковалёвка) - «Кривбасс» (Кривой Рог) - ЛНЗ (Черкассы) - «Металлист 1925» (Харьков) - ФК «Минай» - «Оболонь» (Киев) - «Полесье» (Житомир) - «Рух» (Львов) - «Черноморец» (Одесса) - «Шахтер» (Донецк) | - «Агробизнес» (Волочиск) - «Буковина» (Черновцы) - «Виктория» (Сумы) - «Горняк-Спорт» (Горишние Плавни) - «Диназ» (Вышгород) - «Ингулец» (Петрово) - «Эпицентр» (Дунаевцы) - «Левый берег» (Киев) - «Карпаты» (Львов) - «Кремень» (Кременчуг) - «Металлист» (Харьков) - ФК «Мариуполь» - «Металлург» (Запорожье) - «Нива» (Тернополь) - «Нива» (Бузовая) - «Подолье» (Хмельницкий) - ФК «Полтава» - «Прикарпатье» (Ивано-Франковск) - ФК «Чернигов» - ФК «Хуст» | - «Васт» (Николаев) - «Дружба» (Мировка) - ФК «Звягель» - ФК «Кудровка» - «Локомотив» (Киев) - «Нива» (Винница) - «Реал Фарма» (Одесса) - «Скала 1911» (Стрый) - ФК «Тростянец» - «Чайка» (Петропавловская Борщаговка) - ЮКСА (Тарасовка) | - «Олимпия» (Савинцы) - «Николаев» (Николаев, Львовская область) - «Фазенда» (Черновцы) - «Штурм» (Иванков) |

## Первый предварительный раунд
На этом этапе участвовали 2 команды Второй лиги, а также четыре любительские команды. Жеребьевка состоялась 21 июля 2023 года.
| 2023-07-29 | «Николаев» (Николаев)                                                              | 6:1     | «Фазенда» (Черновцы) | «Городской», Николаев |
| 17:00      | Клим 22′ · Иванишин 39′ · Качор 49′ · Козловский 58′ · Федина 65′ · Козловский 80′ | (отчёт) | Фучинский 90+1′      | Судья: Шевчук         |

| 2023-07-29 | «Олимпия» (Савинцы) | 0:1     | ФК «Кудровка» | «Старт», Миргород  |
| 14:00      | Кулик 8′ (авт.)     | (отчёт) |               | Судья: Дубиковский |

| 2023-07-29 | «Штурм» (Иванков) | 1:1 (пен.4:5) | «ЮКСА» (Тарасовка) | УТК «Динамо», Киев |
| 17:00      | Лысенко 70′       | (отчёт)       | Ювхимец 82′        | Судья: Соловьёв    |

## Второй предварительный раунд
На этом этапе участвовали 29 команд Первой лиги и Второй лиги + 3 победителей первого раунда. Жеребьевка состоялась 21 июля 2023 года.
| 2023-08-02 | «Прикарпатье» (Ивано-Франковск) | 2:1     | «Карпаты» (Львов) | «Рух», Ивано-Франковск |
| 15:00      | Радульский 25′, 73′             | (отчёт) | Галенков 82′      | Судья: Когут           |

| 2023-08-02 | «Металлист» (Харьков) | 1:2     | «Эпицентр» (Дунаевцы) | «Авангард», Ужгород |
| 17:00      | Тепляков 58′          | (отчёт) | Беженар 49′, 71′      | Судья: Титов        |

| 2023-08-02 | «Скала 1911» (Стрый)                            | 5:2     | ФК «Хуст»        | «Со́кол», Стрый        |
| 16:00      | Аверьянов 2′, 47′ · Мазур 23′ · Пастух 37′, 85′ | (отчёт) | Луцив 57′, 90+2′ | Судья: Мирослав Липко |

| 2023-08-02 | «Подолье» (Хмельницкий) | 0:0 (2:3 п.) | «Нива» (Тернополь) | «Подолье», Хмельницкий |
| 17:00      |                         | (отчёт)      |                    | Судья: Ярослав Леськив |

| 2023-08-02 | «Нива» (Винница) | 0:1 (доп. вр.) | «Агробизнес» (Волочиск) | Центральный городской стадион, Винница |
| 16:00      |                  | (отчёт)        | Толочко 104′            | Судья: Егор Кевлич                     |

| 2023-08-02 | «Николаев» (Львовская область) | 1:0     | «Буковина» (Черновцы) | «Городской», Николаев |
| 17:00      | Цюпка 52′                      | (отчёт) |                       | Судья: Виталий Маляр  |

| 2023-08-02 | «Горняк-Спорт» (Горишние Плавни) | 1:0 (доп. вр.) | ФК «Полтава» | «Юность», Горишние Плавни |
| 16:00      | Молько 110′                      | (отчёт)        |              | Судья: Евгений Цыбулько   |

| 2023-08-02 | «Ингулец» (Петрово)                       | 4:3     | «Металлург» (Запорожье)              | «Ингулец», Петрово     |
| 17:00      | Квасов 8′, 30′ · Резепов 31′ · Квасов 69′ | (отчёт) | Толок 41′ · Куралех 45′ · Галата 80′ | Судья: Вадим Запрутняк |

| 2023-08-02 | ФК «Кудровка»               | 3:0     | «Кремень» (Кременчуг) | «Кудровка-Арена», Кудровка |
| 18:00      | Кулик 16′, 63′ · Коваль 88′ | (отчёт) |                       | Судья: Усова               |

| 2023-08-02 | ФК «Звягель»                                                           | 5:0     | «Чайка» (Петропавловская Борщаговка) | «Авангард», Звягель     |
| 15:00      | Волынец 8′ · Майтак 67′ · Ващишин 71′ · Нестеров 90+1′ · Ващишин 90+2′ | (отчёт) |                                      | Судья: Сергей Подрыгуля |

| 2023-08-02 | «ЮКСА» (Тарасовка) | 1:1 (4:3 п.) | «Нива» (Бузовая) | УТК им. В. Банникова, Киев |
| 16:00      | Кос 59′            | (отчёт)      | Паламар 84′      | Судья: Дмитрий Осауленко   |

| 2023-08-02 | ФК «Чернигов» | 1:2     | «Левый берег» (Киев)           | «Чернигов-Арена», Чернигов |
| 12:00      | Койдан 19′    | (отчёт) | Литовченко 34′ · Вакуленко 50′ | Судья: Артём Михайлюк      |

| 2023-08-02 | ФСК «Мариуполь»                                             | 5:2     | «Васт» (Николаев)         | «Ко́лос», Борисполь |
| 13:00      | Батальский 5′, 28′, 33′ · Литюк 83′ (пен.) · Петровский 89′ | (отчёт) | Студенко 56′ · Ширяев 80′ | Судья: Фирсов      |

| 2023-08-02 | «Дружба» (Мировка) | 1:2     | «Виктория» (Сумы)         | «Дружба», Кагарлык     |
| 14:00      | Сомов 24′          | (отчёт) | Сасовский 70′ · Нелин 81′ | Судья: Никита Богатырь |

| 2023-08-02 | ФК «Тростянец» | +:- | «Реал Фарма» (Одесса) |  |

| 2023-08-03 | «Локомотив» (Киев) | 1:0     | «Диназ» (Вышгород) | УТК им. Банникова, Киев |
| 16:00      | Сахнюк 57′         | (отчёт) |                    | Судья: Дмитрий Кузовлев |

## Третий предварительный раунд
На этом этапе участвовали 16 команд победителей второго раунда. Жеребьевка состоялась 04 августа 2023 года.
| 2023-08-15 | «Прикарпатье» (Ивано-Франковск) | 1:2     | «Эпицентр» (Дунаевцы) | «Рух», Ивано-Франковск |
| 15:00      | Француз 8′ (пен.)               | (отчёт) | Гринь 22′ · Мороз 76′ | Судья: Тельбух         |

| 2023-08-15 | ФК «Звягель»                                               | 4:0     | «ЮКСА» (Тарасовка) | «Авангард», Звягель   |
| 15:00      | Ндукве 4′ · Ващишин 25′ (пен.) · Фесенко 27′ · Волынец 78′ | (отчёт) |                    | Судья: Воевода Андрей |

| 2023-08-15 | «Николаев» (Николаев, Львовская область) | 1:3 (доп. вр.) | «Агробизнес» (Волочиск)                | «Городской», Николаев |
| 17:00      | Цюпка 50′                                | (отчёт)        | Волков 8′ · Равлик 104′ · Кузьмин 120′ | Судья: Липко          |

| 2023-08-15 | ФК «Кудровка» | 2:2 (6:7 п.) | ФСК «Мариуполь»             | «Кудровка-Арена», Кудровка |
| 13:00      | Кулик 4′, 74′ | (отчёт)      | Пентелейчук 49′, 83′ (пен.) | Судья: Когут               |

| 2023-08-15 | «Локомотив» (Киев) | 0:2     | «Левый берег» (Киев)             | УТК им. Банникова, Киев |
| 16:00      |                    | (отчёт) | Литовченко 7′ · Войцеховский 71′ | Судья: Дмитрий Кубряк   |

| 2023-08-15 | «Ингулец» (Петрово) | 0:1     | «Виктория» (Сумы) | «Ингулец», Петрово    |
| 16:00      |                     | (отчёт) | Долинский 18′     | Судья: Артём Михайлюк |

| 2023-08-15 | ФК «Тростянец» | 1:2     | «Горняк-Спорт» (Горишние Плавни) | Стадион имени Куца, Тростянец |
| 15:00      | Слипухин 63′   | (отчёт) | Нижник 53′ · Гора 90+1′          | Судья: Кевлич                 |

| 2023-08-16 | «Скала 1911» (Стрый)               | 2:1 (доп. вр.) | «Нива» (Тернополь) | «Со́кол», Стрый   |
| 16:00      | Лукьянченко 90+1′ · Николишин 120′ | (отчёт)        | Хруставка 59′      | Судья: Запрутняк |

## Четвертый предварительный раунд
На этом этапе участвовали 8 команд победителей третьего раунда + 8 команд УПЛ (9—16 за рейтингом). Жеребьевка состоялась 17 августа 2023 года.
| 2023-08-23 | «Эпицентр» (Дунаевцы) | 1:3     | «Верес» (Ровно)                   | Стадион им. Г. Тонкочеева, Каменец-Подольский |
| 16:00      | Стень 87′             | (отчёт) | Гайдучик 44′ · Шарай 45+1′, 90+3′ | Судья: Райда                                  |

| 2023-08-23 | «Скала 1911» (Стрый) | 0:2     | «Рух» (Львов)                | «Со́кол», Стрый   |
| 17:00      |                      | (отчёт) | Квасница 16′ · Столярчук 70′ | Судья: Афанасьев |

| 2023-08-23 | «Агробизнес» (Волочиск) | 0:2     | «Полесье» (Житомир)         | «Юность», Волочиск |
| 14:00      |                         | (отчёт) | Янаков 38′ · Будковский 82′ | Судья: Задиран     |

| 2023-08-23 | ФК «Мариуполь»          | 2:2 (5:4 п.) | «Колос» (Ковалёвка)       | «Ко́лос», Борисполь |
| 14:00      | Зубков 20′ · Литюк 115′ | (отчёт)      | Салабай 29′ · Милько 108′ | Судья: Панчишин    |

| 2023-08-23 | «Левый берег» (Киев) | 1:2 (доп. вр.) | «Черноморец» (Одесса) | «Левый берег», Киев |
| 13:00      | Якимив 37′           | (отчёт)        | Кузык 12′ · Иеде 113′ | Судья: Козорог      |

| 2023-08-23 | ФК «Звягель» | 0:1     | «Оболонь» (Киев) | «Авангард», Звягель |
| 15:00      |              | (отчёт) | Черненко 58′     | Судья: Причина      |

| 2023-08-23 | «Горняк-Спорт» (Горишние Плавни) | 1:3     | «Металлист 1925» (Харьков)             | «Юность», Горишние Плавни |
| 16:00      | Нсини 76′                        | (отчёт) | Моура 59′ · Юсов 74′ · Дмитренко 90+1′ | Судья: Евтухов            |

| 2023-08-23 | «ЛНЗ» (Черкассы) | 0:1     | «Виктория» (Сумы) | «Черкассы Арена», Черкассы |
| 16:00      |                  | (отчёт) | Мышенко 13′       | Судья: Назарий Дёрдь       |

## 1/8 финала
На этом этапе участвовали 8 команд победителей четвертого раунда + 8 команд УПЛ (1—8 за рейтингом). Жеребьевка состоялась 31 августа 2023.
| 2023-09-26 | «Верес» (Ровно) | 0:3 отчет | «Шахтёр» (Донецк)                            | «Аванга́рд», Ровно |
| 17:00      |                 |           | Кащук 65′ · Бондаренко 68′ · Очеретько 90+1′ | Судья: Пасхал     |

| 2023-09-26 | «Рух» (Львов)       | 0:1 отчет | ФК «Александрия» | Стадион им. Маркевича, Винники |
| 17:00      | Сапуга 90+4′ (авт.) |           |                  | Судья: Панчишин                |

| 2023-09-27 | «Виктория» (Сумы) | 1:0 отчет | ФК «Минай» | «Юбилейный», Сумы |
| 17:00      | Сасовский 47′     |           |            | Судья: Козорог    |

| 2023-09-27 | «Полесье» (Житомир) | 1:1 (5:4 п.) отчет | «Днепр-1» (Днепр) | «Центральный», Житомир |
| 17:00      | Кушниренко 90+1′    |                    | Адамюк 80′        | Судья: Омельченко      |

| 2023-09-27 | «Черноморец» (Одесса)  | 2:1 отчет | «Кривбасс» (Кривой Рог) | «Черноморец», Одесса |
| 17:00      | Дада 66′ · Шпорн 90+4′ |           | Приходько 14′           | Судья: Причина       |

| 2023-09-27 | «Оболонь» (Киев) | 1:0 отчет | «Динамо» (Киев) | «Оболонь-Арена», Киев |
| 17:00      | Суханов 57′      |           |                 | Судья: Дердь          |

| 2023-09-27 | «Металлист 1925» (Харьков) | 0:3 отчет | «Ворскла» (Полтава)                        | «Левый берег», Киев |
| 17:00      |                            |           | Кане 15′ · Степанюк 45+1′ · Нестеренко 74′ | Судья: Резников     |

| 2023-10-12 | ФК «Мариуполь» | 0:1 отчет | «Заря» (Луганск) | «Колос», Борисполь |
| 13:00      |                |           | Волошин 45+1′    | Судья: Кубряк      |

## 1/4 финала
Жеребьевка состоялась 13 октября 2023 года.
| 2023-10-30 | «Виктория» (Сумы) | 0:3 отчет | «Шахтёр» (Донецк)                        | «Левый берег», Киев |
|            |                   |           | Назарина 17′ · Зубков 20′ · Ракицкий 90′ | Судья: Деревинский  |

| 2023-11-01 | «Черноморец» (Одесса)                                  | 4:1 отчет | «Заря» (Луганск) | Черноморец, Одесса |
|            | Штогрин 21′ · Штогрин 33′ · Васильев 59′ · Штогрин 72′ |           | Герреро 79′      | Судья: Балакин     |

| 2023-11-02 | «Оболонь» (Киев) | 0:3 отчет | «Ворскла» (Полтава)                  | Оболонь-Арена, Киев |
|            |                  |           | Степанюк 27′ · Кане 44′ · Бацула 69′ | Судья: Шурман       |

| 2023-11-02 | «Полесье» (Житомир)                                 | 0:0 (4:3 п.) отчет | ФК «Александрия»                                    | Центральный, Житомир |
|            | Кушниренко · Ариелсон · Мустафаев · Морозко · Козак |                    | Скорко · Логинов · Погорелый · Копына · Калитвинцев | Судья: Романов       |

## 1/2 финала
Жеребьевка состоялась 29 января 2024 года. Базовый день игр — 3 апреля 2024.
| 2024-03-03 | «Шахтёр» (Донецк)                                    | 4:1 отчет | «Черноморец» (Одесса) | «Арена Львов», Львов |
| 18:00      | Сикан 12′ · Бондаренко 44′ (пен.) · Судаков 52′, 79′ |           | Штогрин 18′           | Судья: Копиевский    |

| 2024-03-04 | «Полесье» (Житомир) | 0:1 отчет | «Ворскла» (Полтава) | «Центральный стадион», Житомир |
| 18:00      |                     |           | Мякушко 45′         | Судья: Козыряцкий              |

## Финал
| 2024-05-15 | «Шахтёр» (Донецк)       | 2:1 отчет | «Ворскла» (Полтава) | «Авангард», Ровно      |
| 18:00      | Сикан 40′ · Конопля 56′ |           | Ковталюк 85′        | Судья: Романов Виталий |